# The Architect
«The Architect» — песня американской кантри-певицы Кейси Масгрейвс, вышедшая 25 марта 2024 года в качестве четвёртого сингла шестого студийного альбома Масгрейвс Deeper Well (2024). Масгрейвс написала песню вместе с Джошем Осборном и Шейном МакАналли и спродюсировала её вместе с Дэниелом Ташианом и Йеном Фитчуком. Песня, размышляющая о существовании Бога, была написана после стрельбы в школе Нашвилла в 2023 году, когда авторы обсуждали проблему зла.
Критики высоко оценили композицию «The Architect», песня получила премию «Грэмми» в категории «Лучшая кантри-песня» и была номинирована в категории «Лучшее сольное кантри-исполнение» на 67-й ежегодной церемонии вручения премии «Грэмми». Масгрейвс исполнила песню «The Architect» на нескольких шоу, включая Ночное шоу с Джимми Фэллоном, Today, Austin City Limits, 58-й ежегодной церемонии вручения наград Ассоциации кантри-музыки, а также в рамках мирового тура Deeper Well World Tour (2024). Клип на песню был выпущен в декабре 2024 года.

## История
Песня «The Architect» стала последней, написанной для Deeper Well; изначально Масгрейвс считала альбом завершённым, но в начале 2023 года встретилась с Джошем Осборном и Шейном МакАналли для очередной сессии написания песен в Нэшвилле. Трое были в ужасе после стрельбы в школе города за несколько недель до этого, в результате которой погибли шесть человек, и начали обсуждать «красоту и ужас человеческого бытия». Масгрейвс придумала название песни и держала в руках зелёное яблоко, а Осборн придумал строчку «Могу я поговорить с архитектором?».
В тексте баллады размышляется о существовании Бога и задаётся вопросом, как творец мог допустить, чтобы происходили плохие вещи. В тексте задаётся ряд вопросов, таких как «Случайно ли это происходит? Случайно ли все это? / Есть ли у нас право голоса в этой неразберихе? / Не слишком ли поздно освободить место?». Масгрейвс спродюсировала песню вместе с Яном Фитчуком и Дэниелом Ташианом; они также приняли участие в создании трека в качестве пианиста и банджоиста соответственно. MCA Nashville отправила «The Architect» на кантри-радиостанции в США 25 марта 2024 года.

## Отзывы
Песня «The Architect» получила положительные отзывы критиков, которые похвалили её авторство. Бриттни МакКенна из Nashville Scene назвала её «одной из лучших песен Масгрейвс», а Джессика Николсон из Billboard назвала её «возвышенной» и «музыкальным триумфом» . Sputnikmusic назвал её «блестящей в музыкальном и лирическом плане». В рейтинге песен с альбома Deeper Well Мелина Ньюман из Billboard поставила «The Architect» на четвёртое место. Billboard дополнительно поместил песню на второе место в списке десяти лучших кантри-песен 2024 года. Taste of Country поместил её на третье место в списке 40 лучших кантри-песен 2024 года.
С другой стороны, Томас Беденбо из Slant Magazine посчитал, что в песне использовано слишком много клише, а Рэйчел Ароэсти из The Guardian назвала песню «раздражающе банальной». Тем временем Джозеф Худак из Rolling Stone не согласился с тем, что песня «The Architect» была банальной, назвав её «элегантной, глубокомысленной», и высказал мнение, что Масгрейвс должна получить премию Грэмми за лучшую кантри-песню.
Масгрейвс получила четыре номинации на премию «Грэмми» на предстоящей в 2025 году 67-й церемонии. Песня «The Architect» была номинирована в категориях «Лучшая кантри-песня» и «Лучшее сольное кантри-исполнение», а альбом «Deeper Well» получил номинацию в категории «Лучший альбом в стиле кантри». Масгрейвс также была номинирована в категории «Лучшее исполнение в жанре Американо» как исполнительница песни Мади Диас «Don’t Do Me Good», а звукоинженеры Deeper Well были номинированы в категории «Лучший инжиниринг альбома, неклассический».

## Чарты

### Еженедельные чарты
| Чарт (2024)                                    | Высшая позиция |
| ---------------------------------------------- | -------------- |
| Новая Зеландия (RMNZ)                          | 35             |
| США (Billboard Bubbling Under Hot 100 Singles) | 22             |
| США (Billboard Hot Country Songs)              | 38             |